# Francobolli della Repubblica Italiana
I francobolli della Repubblica italiana sono tutti quelli emessi dall'avvento della Repubblica fino ai giorni attuali per il servizio postale dello Stato. Formalmente iniziano con il D.M. 14 giugno 1946 che autorizzava le nuove emissioni di francobolli e metteva fuori corso la maggior parte dei francobolli emessi durante il Regno d'Italia.

I francobolli sono classificati in serie ordinarie, serie commemorative e servizi.

## L'eredità del Regno d'Italia
Subito dopo la proclamazione della Repubblica, i francobolli della Luogotenenza, come appunto la serie Luogotenenza continuarono ad essere usati per qualche tempo, in alcuni casi anche in abbinamento alle nuove serie repubblicane, tollerati dall'amministrazione postale anche per la scarsità di affrancature disponibili. Esistono quindi buste viaggiate con affrancature miste Repubblica / Luogotenenza, ed anche in alcune zone come Trieste usi di francobolli jugoslavi; questo perché la zona era sottoposta all'amministrazione Alleata (Territorio Libero di Trieste). In alcuni casi vennero anche tollerate affrancature miste con francobolli della Repubblica Sociale Italiana. Tutte le affrancature miste, se conservate sulla busta originale, rivestono un interesse collezionistico ed ottengono anche una quotazione commerciale dove gli stessi francobolli che le compongono, sciolti, varrebbero poche decine di centesimi di euro.

## Presidenze
Convenzionalmente la storia postale repubblicana viene suddivisa in presidenze, intese come il periodo di permanenza in carica di un presidente della Repubblica (dal giorno del suo giuramento al giorno del giuramento del presidente successivo) comprendendovi anche le eventuali supplenze del presidente del Senato a seguito di inabilità temporanea e/o dimissioni.

### De Nicola
Le emissioni del periodo vanno dal 1º luglio 1946 al 12 maggio 1948 corrispondente al mandato di Enrico De Nicola prima come Capo provvisorio dello Stato e poi, dal 1º gennaio 1948, come Presidente della Repubblica.

La prima serie emessa in questo periodo fu una ordinaria, detta Democratica; emessa dal 1945 al 1948 è stata la prima serie ad essere emessa in periodo repubblicano, e reca dei soggetti con motivazione democratica. La serie fu la prima serie ordinaria di francobolli della Repubblica Italiana, emessa nel 1946 in sostituzione delle serie provvisorie come la Luogotenenza. La serie era composta da 19 francobolli per posta ordinaria, valori per espressi e vari interi postali; alla fine arrivò in tutto a comprendere 23 valori, dal 10 centesimi al 100 lire.

L'ultima serie è quella celebrativa del "centenario del Risorgimento".

### Einaudi

I tre francobolli della serie detta Ginnici

Le emissioni del periodo corrispondono al mandato di Luigi Einaudi dal 12 maggio 1948 all'11 maggio 1955.

Il primo francobollo della presidenza è l'espresso da 35 lire facente parte della serie per il "centenario del Risorgimento" a cui segue il francobollo per la "ricostruzione del ponte di Bassano". L'ultimo francobollo è quello relativo alla "propaganda per la denuncia dei redditi".

In questo periodo viene emessa la serie ordinaria più longeva della storia filatelica della Repubblica Italiana, la Siracusana, detta anche Italia turrita, che venne utilizzata per trenta anni, uscendo fuori corso all'inizio degli anni ottanta.

Un esempio di commemorativo di questo periodo è la serie detta Ginnici, una serie di 3 francobolli emessi dalla Repubblica Italiana il 18 maggio 1951 per commemorare le Feste e Concorsi Ginnastici Internazionali svoltisi a Firenze.

A questo periodo appartiene il più raro francobollo italiano del dopoguerra, il Cavallino ruota, formalmente L. 1000 per pacchi postali con filigrana ruota alata, emesso il 14 giugno 1954.

### Gronchi

Un Gronchi rosa non viaggiato

Le emissioni del periodo corrispondono al mandato di Giovanni Gronchi dall'11 maggio 1955 all'11 maggio 1962.

La prima serie della presidenza è composta dai due commemorativi per il "IV congresso mondiale del petrolio", tenutosi a Roma dal 6 al 15 giugno 1955; l'ultima serie commemorativa dai due valori per il "cinquantenario della morte di Giovanni Pascoli".

In questa presidenza viene emesso il più celebre francobollo della Repubblica Italiana, il Gronchi rosa, frutto di un errore di stampa su un commemorativo della visita ufficiale del presidente Gronchi in Perù (emissione del 3 aprile 1961).

Sempre nel 1961 viene emessa la serie ordinaria detta "michelangiolesca" di 19 valori in cui vengono raffigurati i volti di profeti, sibille, Adamo ed Eva ripresi dagli affreschi della Cappella Sistina e il volto di Michelangelo.

Il 29 dicembre 1956 vengono emessi due francobolli celebrativi dell'ammissione dell'Italia all'ONU, con due valori da L.25 e L.60 in stampa stereoscopica, la cui vignetta è costituita dalle proiezioni del globo terraqueo in verde e rosso che si fondono in una sola tridimensionale se visti con un occhiale anaglifico.

Nel 1959 inizia la celebrazione della giornata del francobollo con relativa emissione di francobolli sul tema.

### Segni
Le emissioni del periodo vanno dall'11 maggio 1962 al 29 dicembre 1964 corrispondente al mandato di Antonio Segni e alla supplenza di Cesare Merzagora prima per inabilità temporanea (dal 10 agosto 1964) e poi per le dimissioni di Segni (6 dicembre 1964).

La prima serie viene emessa per commemorare il "cinquantenario della morte di Antonio Pacinotti", l'ultima per la "VI giornata del francobollo".

### Saragat
Le emissioni del periodo corrispondono al mandato di Giuseppe Saragat dal 29 dicembre 1964 al 29 dicembre 1971.

La prima emissione commemorativa è per il "XX anniversario della Resistenza", l'ultima per il "Natale 1971" (la prima emissione sul Natale è dell'anno precedente).

Dal 1º gennaio 1967 tutti i francobolli italiani hanno validità postale illimitata.

Nel 1968 viene riemessa la serie ordinaria siracusana su carta fluorescente.

Dall'emissione del 26 giugno 1969, celebrativa della "federazione fra le società filateliche italiane", la scritta "poste italiane" viene sostituita da ITALIA.

### Leone
Le emissioni del periodo vanno dal 29 dicembre 1971 al 9 luglio 1978 corrispondente al mandato di Giovanni Leone e alla supplenza di Amintore Fanfani dopo le dimissioni di Leone (15 giugno 1978).

La prima emissione è per il "cinquantenario della morte di Giovanni Verga" mentre l'ultima ha per tema l'"informazione fotografica".

Durante questa presidenza prendono avvio le emissioni di serie annuali di francobolli con lo stesso tema; fra le più longeve la "turistica" (1973) e "arte italiana" (1974), unificata nel 1986 con "patrimonio artistico e culturale italiano", entrambe ancora emesse (2012).

### Pertini

Il castello Ursino di Catania nel valore da 40 lire

Le emissioni del periodo corrispondono al mandato di Sandro Pertini dal 9 luglio 1978 al 3 luglio 1985.

La prima emissione è sull'arte italiana (5ª serie), l'ultima è Europa-CEPT 1985.

In questo periodo è stata emessa la serie ordinaria detta Castelli d'Italia, i cui primi 22 valori comparvero il 22 settembre 1980.

### Cossiga
Le emissioni del periodo vanno dal 3 luglio 1985 al 28 maggio 1992 corrispondente al mandato di Francesco Cossiga e alla supplenza di Giovanni Spadolini dopo le dimissioni di Cossiga (28 aprile 1992).

La prima emissione è relativa all'"Abbazia di San Salvatore al monte Amiata" per la serie "patrimonio artistico e culturale italiano"; l'ultima è per il Milan campione d'Italia 1991-92.

Nel 1985 viene emesso il primo foglietto della Repubblica celebrativo dell'"esposizione filatelica Italia '85".

Nel 1987 viene emesso un francobollo celebrativo della squadra del Napoli vincitrice del campionato di calcio italiano di quell'anno; è il primo di una lunga serie di francobolli (ancora emessi nel 2021).

### Scalfaro
Le emissioni del periodo corrispondono al mandato di Oscar Luigi Scalfaro dal 28 maggio 1992 al 18 maggio 1999.

La prima emissione è per gli "stabilimenti balneari di Viareggio" e l'ultima per il "cinquantenario dell'istituzione del Consiglio d'Europa".

Nel 1998 viene emessa la serie ordinaria "donne nell'arte".

Dal 1º gennaio 1999 tutti i francobolli portano il doppio valore in lire ed euro.

### Ciampi
Le emissioni del periodo corrispondono al mandato di Carlo Azeglio Ciampi dal 18 maggio 1999 al 15 maggio 2006.

La prima emissione è per il Milan campione d'Italia 1998-99 e l'ultima per l'"assemblea generale del Consiglio internazionale dello sport militare (CISM)".

Dal 1º gennaio 2002 i francobolli hanno solo la valuta in euro.

### Napolitano
Le emissioni del periodo vanno dal 15 maggio 2006 al 3 febbraio 2015 corrispondente al mandato di Giorgio Napolitano e alla supplenza di Pietro Grasso dopo le dimissioni di Napolitano (14 gennaio 2015).

La prima emissione è per i "campionati mondiali a squadre di scacchi" svoltisi a Torino e l'ultima per "Torino capitale europea dello sport 2015".

### Mattarella
Le emissioni del periodo corrispondono al mandato di Sergio Mattarella iniziato il 3 febbraio 2015. La prima emissione è composta da due pezzi della serie "Il Folclore", dedicata al carnevale di Sciacca e a quello di Putignano. Il 1º ottobre 2015 viene emessa la serie leonardesca, dove per la prima volta non è riportato il valore facciale dei pezzi, sostituito da una lettera. L'adozione di questo sistema fa sì che i francobolli mantengano il loro potere di affrancatura a prescindere da eventuali aumenti tariffari. Dal 14 giugno 2018 tutti i valori perdono definitivamente l’indicazione della tariffa e riportano solo le lettere "A" e "B".

## Le filigrane
Durante le varie presidenze sono state utilizzate varie carte filigranate, prodotte dalle cartiere Pioraco Miliani di Fabriano, per aumentare la sicurezza anticontraffazione. Nei francobolli del Regno d'Italia si usava la filigrana detta corona dal motivo visibile in controluce. Nelle emissioni repubblicane venne utilizzata dapprima la filigrana ruota alata cosiddetta sempre per la sua forma, distinta in tre differenti sottotipi, e poi la filigrana stelle, contraddistinta da un tappeto di stelle uniforme ma anche questa prodotta in varie versioni.

## Le serie tematiche

Un ritratto di Andrea Mantegna appartenente alla serie tematica Uomini illustri per l'anno 1974

Negli anni varie serie sono state riproposte dall'amministrazione postale italiana, a significare una continuità di programmazione delle emissioni. Tra i vari temi trattati vi sono la Giornata del francobollo, il Patrimonio artistico e culturale italiano, il Lavoro italiano nel mondo, le varie emissioni della serie Floreale basate su acquerelli con largo impiego di color oro, oltre ad eventi di respiro internazionale come le varie emissioni Europa e quelle celebrative dell'Unione Postale Universale relativi al mondo delle poste ma anche a tematiche politiche come ONU ed Europa unita.

## Le modalità di stampa
I francobolli italiani del dopoguerra vennero sempre stampati dall'attuale Istituto Poligrafico e Zecca dello Stato, in passato Istituto Poligrafico dello Stato. I procedimenti di stampa adottati variarono col tempo ed in funzione dei bozzetti da riprodurre, passando dall'offset alla rotocalcografia e ad altri procedimenti.

## Gli incisori

Il castello di Massafra in una incisione di Ciaburro

Alla produzione dei bozzetti dei francobolli della Repubblica Italiana si sono alternati artisti di grande valore, come Eros Donnini, coincisore della Serie castelli insieme a Tommaso Mele, il pittore Luigi Vangelli, Rampelli, Antonio Ciaburro, autore di alcuni valori della serie Turistica e vari altri.